# Tjuvholmens skulpturpark

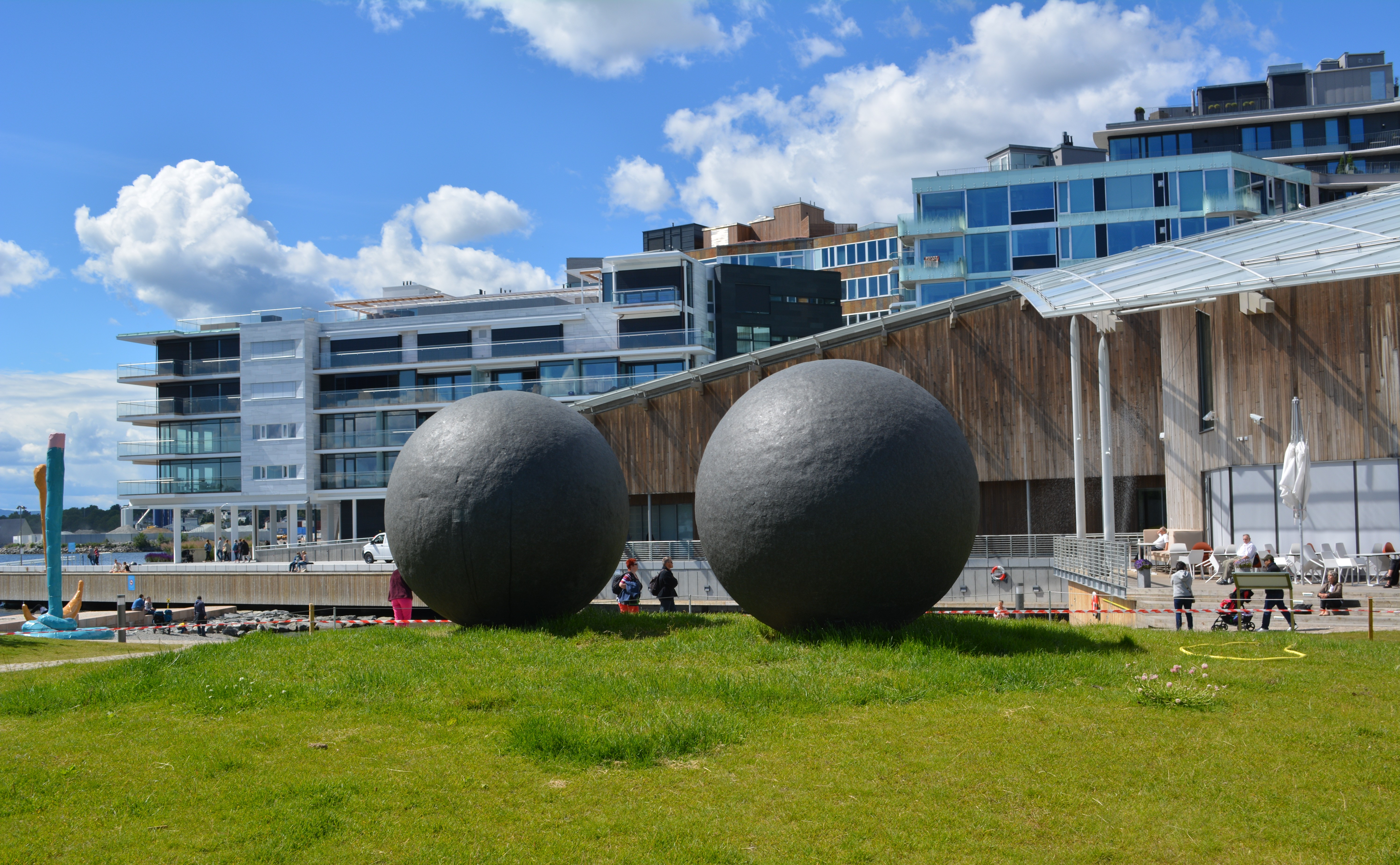
Eyes av Louise Bourgeois, 1997

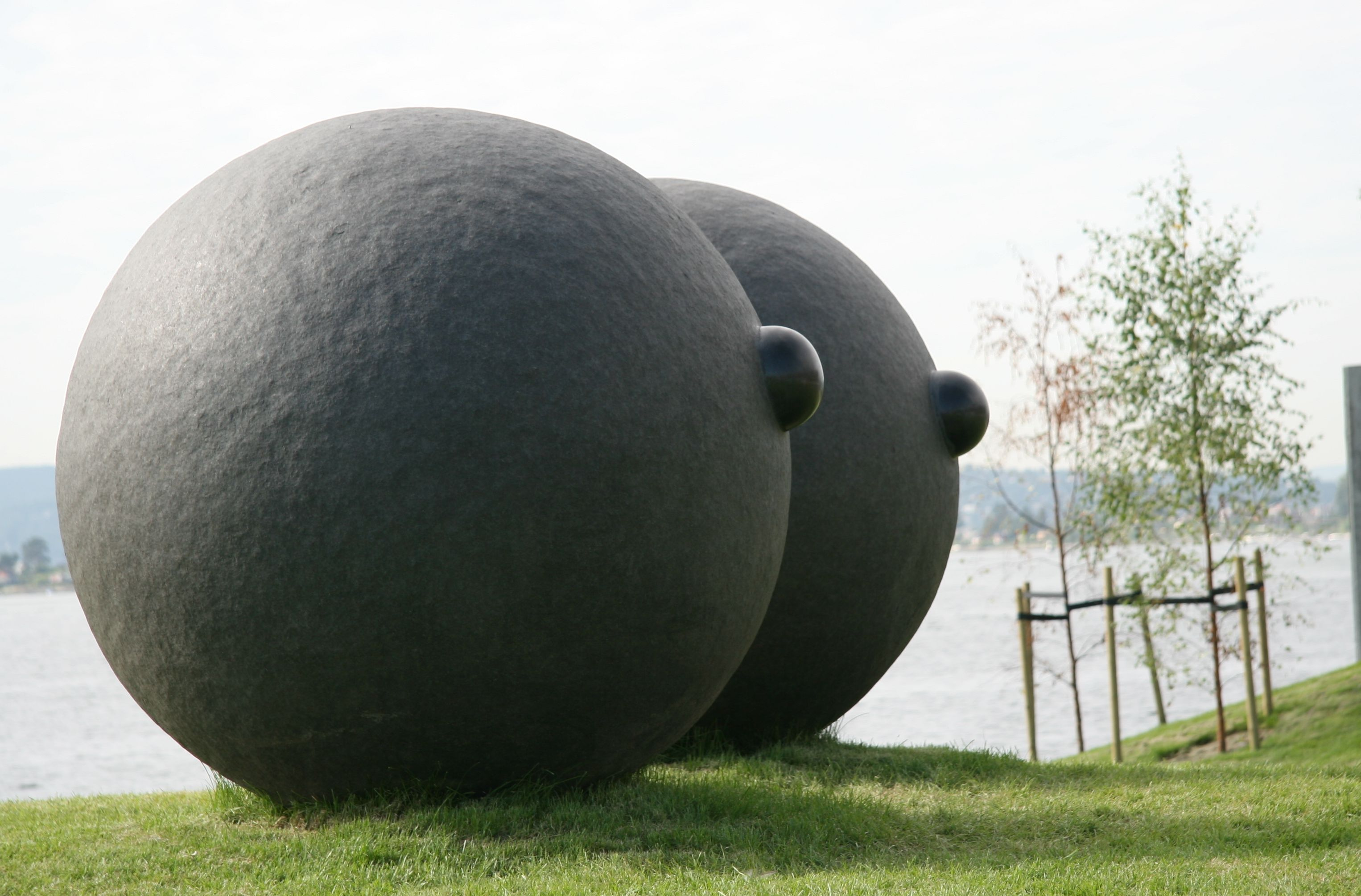
Eyes av Louise Bourgeois, 1997

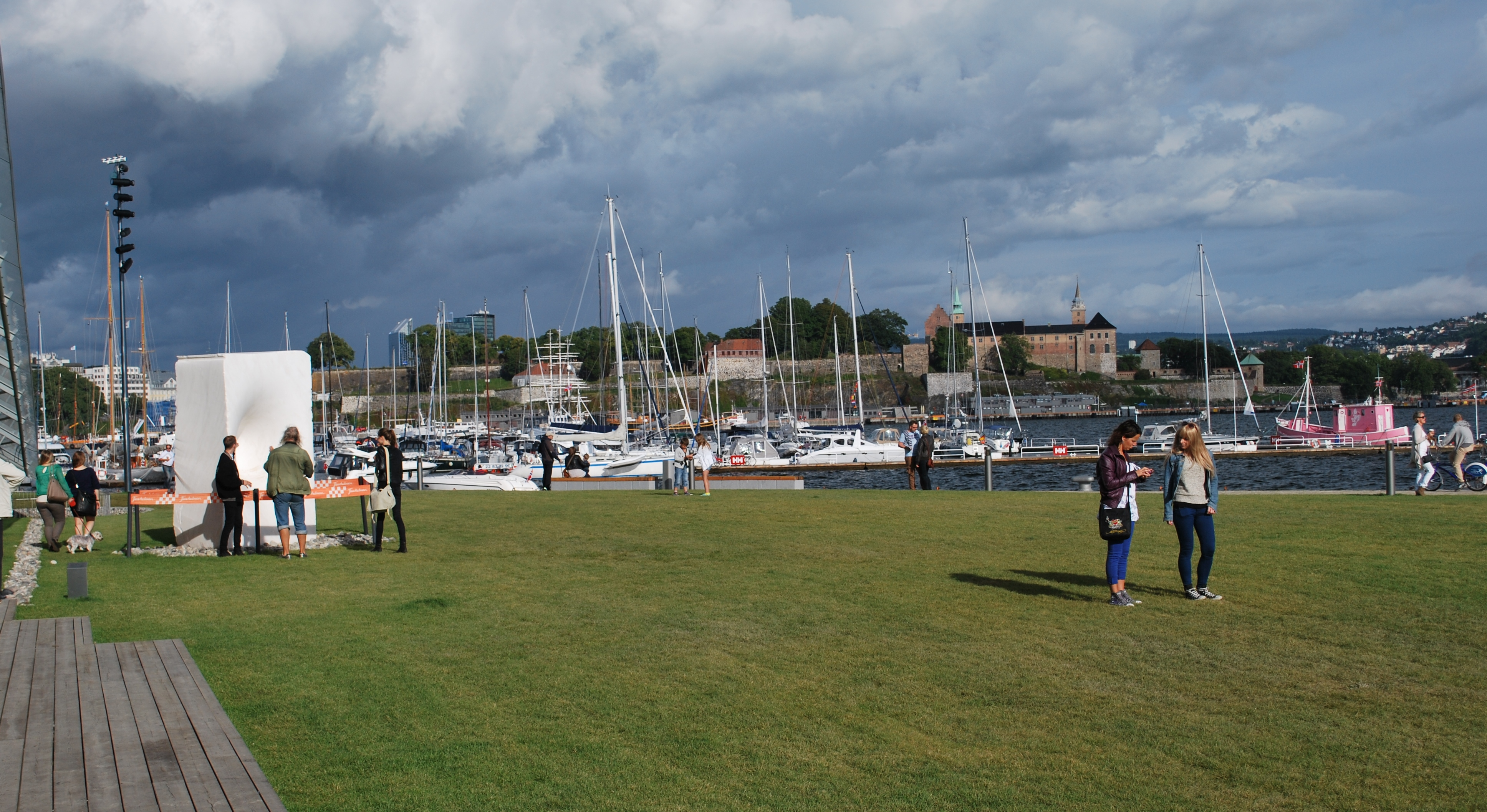
Den norra delen av skulpturparken, med Akershus fästning i bakgrunden. till vänster i bilden Anish Kapoors Untitled i alabaster

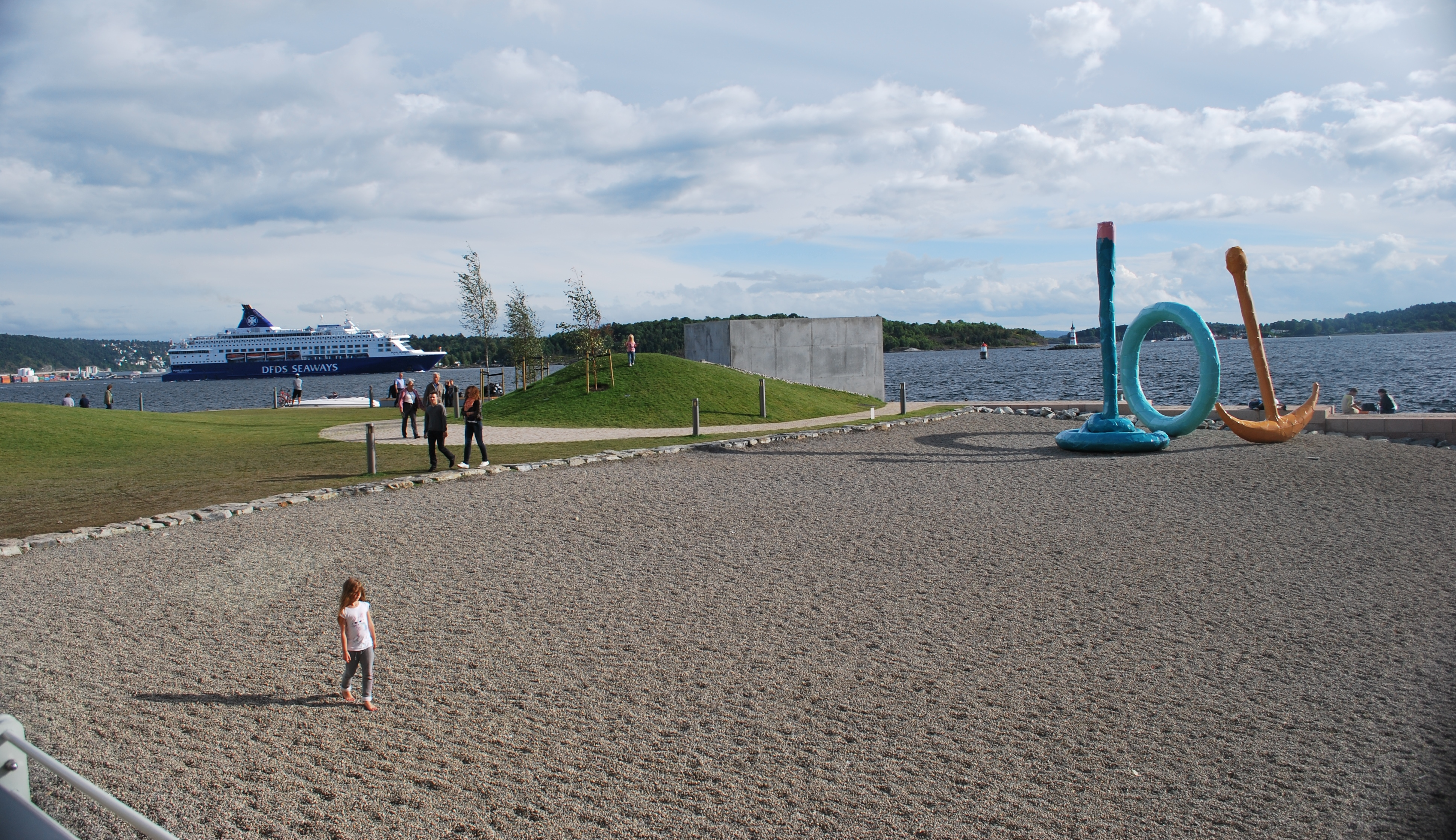
Den södra delen av skulpturparken, med Spalt av Franz West, 2003, föreställande ankare, livboj och rep

Tjuvholmens skulpturpark är en skulpturpark vid  Astrup Fearnley-museet på Tjuvholmen i Oslo.
Skulpturparken öppnade i augusti 2012. Den har, liksom Astrup Fearnley-museet, ritats av Renzo Piano. Skulpturparken har uppförts av Tjuvholmen KS, ägt av Selvaaggruppen och Aspelin Rammgruppen, som 2002 i samarbete med arkitekten Niels Torp vann en tävling om att omvandla Tjuvholmen. Vid försäljningen av området avsattes medel för bland annat en skulpturpark på området.
Flertalet skulpturer i parken ägs av bröderna Olav Hindahl Selvaag och Gunnar Frederik Selvaag. Things for a House on an Island och Untitled (Totem) ägs av Tjuvholmen KS.

## Skulpturer
- ”Eyes” av Louise Bourgeois, diabas, 1997
- ”Things for a House on an Island” av Peter Fischli och David Weiss, polyuretan, 2005
- ”Edge II” av Antony Gormley, stål, 2000
- ”Untitled” av Anish Kapoor, alabaster, 1997
- ”Untitled (Totem)” av Ellsworth Kelly, brons, 1998
- ”Moonrise. east. November", gjuten aluminium, emalj, trä, av Ugo Rondinone, 2006
- ”Spalt”, målad  aluminium, av Franz West, 2003
- Artists Chairs, målat rostfritt stål, av Franz West, 2012
- White Snow Cake, brons, av Paul McCartney, 2011